# 21st Century Fox
A Twenty-First Century Fox, Inc. – amely 21st Century Fox (21CF) néven végez üzleti tevékenységet – egy multinacionális amerikai médiavállalat volt, New York Cityben található székhellyel. A Rupert Murdoch által 1980-ban alapított News Corporation 2013-as kettészakadásának eredményeként a 21st Century Fox annak egyik utódvállalata volt.
A News Corporation jogutódjaként főként film- és televízióipari ügyekkel foglalkozott, létezése alatt az Amerikai Egyesült Államok negyedik legnagyobb médiakonglomerátuma volt, egészen 2019-es megszűnéséig, amikor a The Walt Disney Company felvásárolta a cég leányvállalatainak többségét.
A 21st Century Fox tulajdonában állt többek között a Fox Entertainment Group (ezáltal a 20th Century Fox filmstúdió), a Fox Broadcasting Company, illetve többségi tulajdonos volt a National Geographic Partnersben és a Skyban.
2018. július 27-én a 21st Century Fox részvényesei elfogadták a Disney ajánlatát, és eladták a cég nagy részét 71,3 milliárd dollárért. Ennek értelmében a 20th Century Fox, az FX Networks, a National Geographic Partners és sok más leányvállalat is a Disney tulajdonába kerül.
A Fox eredeti szándéka az volt, hogy részesedését 100%-osra növeli az európai műsorszolgáltató Skyban, de – akárcsak a Disney – alulmaradt a másik amerikai médiaóriás, a Comcast ajánlatával szemben, így a Sky végül odakerült. A cég maradék része, főként a Fox Broadcasting Company és egyéb amerikai sportközvetítő és hírközlő médiumok, mint a Fox News és a Fox Sports saját vállalattá alakultak a felvásárlást követően, és Fox Corporation néven 2019-től továbbra is a Murdoch család keze alatt tevékenykednek.

## Fordítás
- Ez a szócikk részben vagy egészben  a(z)   21st Century Fox című angol Wikipédia-szócikk ezen változatának fordításán alapul.  Az eredeti cikk szerkesztőit annak laptörténete sorolja fel. Ez a jelzés csupán a megfogalmazás eredetét és a szerzői jogokat jelzi, nem szolgál a cikkben szereplő információk forrásmegjelöléseként.